# Edward Norton Lorenz
(Lorenz all'American Association for the Advancement of Sciences, 1979)
Edward Norton Lorenz (West Hartford, 23 maggio 1917 – Cambridge, 16 aprile 2008) è stato un matematico e meteorologo statunitense che stabilì le basi teoriche della prevedibilità del tempo e del clima, noto inoltre per essere stato uno dei pionieri e sviluppatori della moderna teoria del caos, avendo introdotto la nozione di attrattori strani e coniato il neologismo effetto farfalla.

## Biografia

### Studi
Lorenz è nato a West Hartford nel Connecticut. Ha studiato matematica al Dartmouth College nel New Hampshire e all'Harvard University a Cambridge nel Massachusetts.  Durante la seconda guerra mondiale ha lavorato come meteorologo per l'United States Army Air Corps.  Dopo la fine della guerra ha deciso di concentrare i suoi studi sulla meteorologia. Conseguì il suo titolo di studio presso il Massachusetts Institute of Technology dove in seguito divenne professore per molti anni.

### Ricerche
Lorenz costruì un modello matematico dell'aria che si muove nell'atmosfera terrestre. Con tale modello Lorenz iniziò a studiare le precipitazioni e si rese conto che non sempre i cambiamenti atmosferici erano prevedibili. Minime variazioni dei parametri iniziali del modello a dodici equazioni di Lorenz producevano enormi variazioni nelle precipitazioni. La dipendenza così marcata con i parametri iniziali prese il nome di effetto farfalla.
Esplorò poi la matematica che stava alla base del modello e nel suo articolo Deterministic Nonperiodic Flow descrisse un sistema di equazioni relativamente semplice che dava come risultato un'infinita serie di soluzioni di estrema complessità che mostravano una dipendenza sensibile dai dati iniziali. Questo sistema prese il nome di attrattore di Lorenz.
Per questo Lorentz è considerato il padre della teoria del caos deterministico. Inizialmente sottovalutata, tale teoria a partire dagli anni '80 ha trovato applicazioni in svariati ambiti della scienza, sostenendo che, solitamente, in un sistema dinamico non lineare una minima variazione dei dati di input ha grande impatto nel risultato finale e che, pur in condizioni iniziali simili, il sistema può reagire in modi molto diversi. Tale numero di possibili soluzioni è comunque finito.
Nel 1991 vinse il premio Kyōto per aver profondamente influenzato molti rami della conoscenza portando uno dei più radicali cambiamenti del punto di vista scientifico dall'epoca di Sir Isaac Newton.

### Ultimi anni
Lorenz ha continuato a lavorare attivamente fino agli anni settanta. Nei suoi ultimi anni di vita ha vissuto a Cambridge praticando escursioni, scalate e 
sci di fondo. La sua attività di fisico è continuata fino a poche settimane prima della sua morte: sua figlia Cheryl Lorenz ha dichiarato che il padre ha finito di scrivere un articolo con un collega una settimana prima della sua dipartita. Il 16 aprile 2008 Lorenz è morto nella sua casa di Cambridge per complicazioni causate da una malattia neoplastica.

## Premi
Professore emerito al MIT dal 1981, Lorenz ha ricevuto molti premi per le sue ricerche, tra gli altri si segnalano:
- 1969 Carl Gustaf Rossby Research Medal, American Meteorological Society.
- 1973 Symons Memorial Gold Medal, Royal Meteorological Society.
- 1975 Fellow, National Academy of Sciences (U.S.A.).
- 1981 Member, Norwegian Academy of Science and Letters.
- 1983 Premio Crafoord, Accademia Reale Svedese delle Scienze.
- 1984 Honorary Member, Royal Meteorological Society.
- 1991 Premio Kyōto per le scienze di base for ‘… his boldest scientific achievement in discovering "deterministic chaos" .’
- 2004 Buys Ballot medal.

## Selezione dei lavori
- 1955  Available potential energy and the maintenance of the general circulation. Tellus. Vol.7
- 1963 	Deterministic nonperiodic flow. Journal of Atmospheric Sciences. Vol.20: 130—141  link [8].
- 1967:	The nature and theory of the general circulation of atmosphere. World Meteorological Organization. No.218
- 1969:	Three approaches to atmospheric predictability. American Meteorological Society. Vol.50
- 1976: Nondeterministic theories of climate change. Quaternary Research. Vol.6
- 1990: Can chaos and intransitivity lead to interannual variability? Tellus. Vol.42A
- 2005: Designing Chaotic Models. Journal of the Atmospheric Sciences: Vol. 62, No. 5, pp. 1574–1587.